# 903 TCN
903 TCN là một năm trong lịch La Mã.